# العلمانية في تركيا

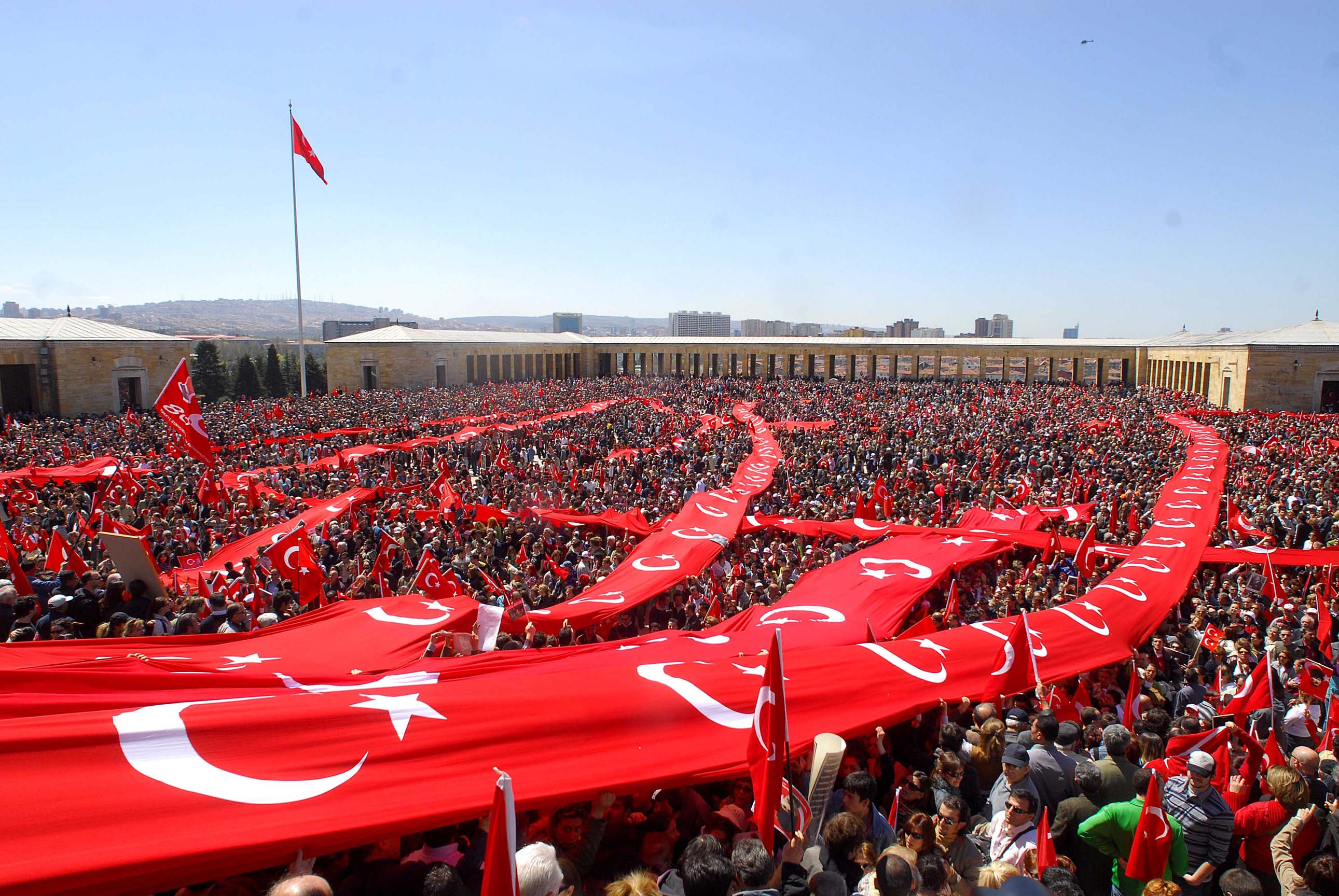
احتجاجات الجمهورية التي وقعت في عام 2007 لدعم الإصلاحات للايديولوجية الكمالية ، خاصة المواضيع المتعلقة بالدولة العلمانية والديمقراطية.

تحدد العلمانية في تركيا العلاقة بين الدين والدولة. قُدِّمت العلمانية لأول مرة مع تعديل عام 1928 لدستور عام 1924، والذي ألغى النص الذي أعلن عن أن «دين الدولة هو الإسلام»، ومع الإصلاحات اللاحقة لرئيس تركيا الأول مصطفى كمال أتاتورك، والتي وضعت المتطلبات الإدارية والسياسية لإنشاء دولة حديثة وديمقراطية وعلمانية تتماشى مع الكمالية. اعتُبِرت مثل هذه الإصلاحات مثيرة للجدل عبر التاريخ في مجتمع غالبية سكانه من السنّة الحنفية.
ذُكِرت العلمانية بعد تسع سنوات من تقديمها بشكل واضح في المادة الثانية من الدستور التركي آنذاك في 5 فبراير عام 1937. لا يعترف الدستور الحالي لعام 1982 بدين رسمي ولا يروج لأي دين.
أُسِّس مبدأ العلمانية التركية، وفصل الدين عن الدولة، تاريخيًا لتطوير الأمة. نُظِر إلى هذا النهج التقدمي المركزي على أنه ضروري ليس فقط لعمل الحكومة، ولكن أيضًا لتجنب حياة ثقافية تهيمن عليها الخرافات والعقيدة والجهل.
تدعو «العلمانية» التركية إلى فصل الدين عن الدولة، ولكنها تصف أيضًا موقف الدولة بأنه موقف يدل على «الحياد النشط»، والذي يتضمن سيطرة الدولة والتنظيم القانوني للدين. تُحلَّل وتُقيَّم تصرفات تركيا المتعلقة بالدين بعناية من خلال رئاسة الشؤون الدينية التركية. تتمثل واجبات رئاسة الشؤون الدينية في «تنفيذ الأعمال المتعلقة بمعتقدات الإسلام وعباداته وأخلاقياته، وتنوير الجمهور بدينهم، وإدارة أماكن العبادة المقدسة».

## التأثير على المجتمع
يعترف الدستور التركي بالحرية الدينية للأفراد بينما توضع المجتمعات الدينية المحددة تحت حماية الدولة؛ ولكن الدستور ينص صراحة على عدم إمكانية مشاركتهم في العملية السياسية (من خلال تشكيل حزب ديني مثلًا)؛ ولا يمكن لأي حزب أن يدّعي تمثيله لأي شكل من أشكال المعتقد الديني. تُعبر الأحزاب المحافظة عن الآراء الدينية بشكل عام.
أمرت المحكمة الدستورية في التاريخ الحديث بإغلاق حزبين (حزب الرفاه في عام 1998، وحزب الفضيلة في عام 2001)؛ وذلك بسبب الأنشطة الإسلامية ومحاولات «إعادة تعريف الطبيعة العلمانية للجمهورية». أُغلِق أول حزب بسبب الاشتباه في أنشطته المناهضة للعلمانية، وهو الحزب التقدمي الجمهوري في 3 يونيو عام 1925.
نوقشت القضايا المتعلقة بالعلمانية التركية في الفترة التي سبقت الانتخابات الرئاسية لعام 2007؛ والتي اختار فيها الحزب الحاكم المرشح عبد الله جول، ذو الصلات الإسلامية، لأول مرة في جمهوريته العلمانية. اقترح البعض أن الحزب المحافظ قد شجع التطوير بشكل فعال مع الوصول إلى العناصر التقليدية والدينية في المجتمع التركي؛ بينما أعرب البعض في تركيا عن قلقهم من أن الترشيح قد يمثل ابتعادًا عن التقاليد العلمانية في تركيا؛ بما في ذلك أولوية تركيا في المساواة بين الجنسين بشكل خاص. ذُكِر في 22 يوليو عام 2007 أن الحزب الحاكم الأكثر محافظة دينيًا حقق فوزًا انتخابيًا أكبر من المتوقع في الانتخابات البرلمانية.
كان الحفاظ على هوية تركيا العلمانية قضية عميقة ومصدر توتر. كسر رئيس الوزراء رجب طيب أردوغان التقاليد العلمانية، وذلك من خلال التحدث علانية لصالح الإسلاموية المحدودة وضد القيود النشطة؛ والتي وضعها أتاتورك على ارتداء الحجاب الإسلامي في المكاتب الحكومية والمدارس. كانت احتجاجات الجمهورية عبارة عن سلسلة من المسيرات الجماهيرية السلمية التي وقعت في تركيا في ربيع عام 2007 لدعم المثل الكمالية لعلمانية الدولة.
تؤخذ القاعدة الدستورية التي تحظر التمييز على أساس ديني على محمل الجد. تحظر تركيا، كدولة علمانية، ارتداء غطاء الرأس (الحجاب) الديني والملابس الرمزية السياسية الدينية لكلا الجنسين في المباني الحكومية والمدارس بموجب القانون؛ وهو قانون أيدته الغرفة الكبرى للمحكمة الأوروبية لحقوق الإنسان باعتباره قانونيًا في 10 نوفمبر عام 2005 في قضية ليلى شاهين ضد تركيا.
يُعزى التطبيق الصارم للعلمانية في تركيا إلى تمكين المرأة من الحصول على فرص أكبر، وذلك مقارنة بالدول التي يؤثر فيها الدين بشكل أكبر في الشؤون العامة، وذلك في مسائل التعليم، والتوظيف، والثروة، والحريات السياسية، والاجتماعية والثقافية.
تُعد حقيقة أن بطاقات الهوية الخاصة بالمواطنين الأتراك تتضمن مواصفات ديانة حامل البطاقة من الأمور التي تتناقض أيضًا مع العلمانية التركية. اعتبر البعض هذا الإعلان شكلًا من أشكال رقابة الدولة على الخيارات الدينية للمواطنين.
تُنظِّم الدولة المدرسة الحنفية السائدة للإسلام السني بالكامل، وذلك من خلال رئاسة الشؤون الدينية التركية التي تشرف على جميع المساجد، وتعلم الأئمة الذين يعملون فيها، وتوافق على جميع محتويات الخدمات الدينية والصلاة، وتعين الأئمة المصنفين كموظفين مدنيين. تبدو هذه الإدارة التفصيلية للممارسات الدينية السنية في بعض الأحيان طائفية أكثر منها علمانية، وذلك لأنها تنتهك مبدأ حياد الدولة في الممارسة الدينية. تشمل الجماعات التي أعربت عن استيائها من هذا الموقف مجموعة متنوعة من الجماعات السنية الحنفية (مثل حركة نوركو)، التي يميل تفسيرها للإسلام إلى أنه يجب أن يكون أكثر نشاطًا، والجماعات غير السنية (العلوية الأناضولية)، الذين يميل أعضاؤهم إلى الاستياء من دعم المؤسسة السنية بأموالهم الضريبية (في حين أن الدولة التركية لا تدعم الأنشطة الدينية العلوية).

## النقد

### الرعاية الطبية
ذكرت صحيفة صانداي تايمز حظر الحجاب داخل المستشفيات التركية، واحتمالية عدم ارتداء الطبيبات الحجاب في الوظيفة (6 مايو عام 2007). ذكرت منظمة ميرو توظيف الطبيبات اللواتي يرتدين الحجاب في بعض المستشفيات العامة، وذلك بموجب الإدارة الحالية في تركيا، التي وصفها العلمانيون بأنها ذات أجندة دينية مخفية.

### رفع الحظر
وافق البرلمان التركي في 9 فبراير عام 2008 على تعديل دستوري رفع الحظر على الحجاب الإسلامي في الجامعات. شمل الحظر العام على الحجاب قبل هذا التاريخ الطلاب في الحرم الجامعي في جميع أنحاء تركيا بشكل رسمي. قالت التقارير القطرية عن ممارسات حقوق الإنسان لعام 2007 إن «بعض أعضاء هيئة التدريس سمحوا للطالبات بارتداء أغطية الرأس في الصفوف». تلاحظ إذاعة أوروبا الحرة (أو راديو الحرية) سماح بعض عمداء الجامعات بارتداء الطالبات للحجاب منذ تسعينيات القرن العشرين.
ألغت المحكمة الدستورية التركية التعديل المقترح للبرلمان المقصود برفع حظر الحجاب في 5 حزيران عام 2008، وقررت أن إلغاء الحظر سيتعارض مع العلمانية الرسمية. أشارت الحكومة إلى اهتمامها بوضع تدابير لإضعاف سلطة المحكمة، وذلك في الوقت الذي لا يمكن فيه استئناف قرار المحكمة العليا في دعم حظر الحجاب (أسوشيتد برس 7 حزيران عام 2008).

### ارتداء غطاء الرأس
ذكرت أبحاث مؤسسة الدراسات الاقتصادية والاجتماعية التركية في عام 2007 بأن حوالي 62% من النساء يرتدن الحجاب في تركيا.
وُصِفت العلمانية القوية في تركيا بما اعتبره البعض بمثابة قيود صارمة على حرية الدين؛ فمُنِع الحجاب منذ فترة طويلة مثلًا في الجامعات العامة، ولكن التعديل الدستوري الذي مُرِّر في فبراير عام 2008 الذي سمح للنساء بارتدائه في حرم الجامعات أثار جدلًا كبيرًا. حافظت القوات المسلحة أيضًا على رقابة دائمة على العلمانية السياسية في تركيا، وأكدت على أن تكون حجرًا رئيسيًا بين المبادئ التأسيسية في تركيا. لم يترك الجيش الحفاظ على العملية السياسية العلمانية للصدفة، وتدخل في السياسة مرات عدة.